# Al-Dżabal al-Achdar (Libia)
Al-Dżabal al-Achdar (arab. الجبل الأخضر, Al-Jabal al-Akhddar) – gmina w Libii ze stolicą w Al-Bajda. W 2006 roku gminę zamieszkiwało ok. 203,1 tys. mieszkańców.
Al-Dżabal al-Achdar graniczy z gminami:
- na wschodzie z gminą Darna
- na południu z gminą Al-Wahat
- na zachodzie z gminą Al-Mardż